# Boris Emmanuilowitsch Chaikin
Boris Emmanuilowitsch Chaikin (russisch Борис Эммануилович Хайкин; internationale Schreibweise: Boris Khaikin; * 13. Oktoberjul. / 26. Oktober 1904greg. in Minsk, damals Russisches Kaiserreich, heute Belarus; † 10. Mai 1978 in Moskau) war ein sowjetischer Dirigent. Er ist vor allen Dingen für seine zwei hochgelobten Aufnahmen von Mussorgskis Chowanschtschina bekannt (1946, mit Mark Ossipowitsch Reisen; 1972, mit Irina Konstantinowna Archipowa), galt aber auch als glänzender Exponent der Opern und Ballette Tschaikowskis.
Er studierte in Moskau, wo er von 1928 bis 1935 am Nemirowitsch-Dantschenko-Theater, einer Abteilung des Moskauer Künstlertheaters, dirigierte. 1936–1943 war er künstlerischer Leiter des Leningrader „Kleinen Opernhauses“, dann bis 1953 Chefdirigent des Kirow-Theaters. 1954 wurde er Stammgast-Dirigent des Moskauer Bolschoi-Theaters. 1947 wurde Chaikin zum Volkskünstler der RSFSR und 1972 zum Volkskünstler der UdSSR erhoben.

## Quelle
- Horst Seeger: Opernlexikon. Henschel, Berlin 1989